# Lycomorphodes aurobrunnea
Lycomorphodes aurobrunnea là một loài bướm đêm thuộc phân họ Arctiinae, họ Erebidae.